# Немолоаса
Немолоаса (рум. Nămoloasa) — село у повіті Галац в Румунії. Входить до складу комуни Немолоаса.
Село розташоване на відстані 167 км на північний схід від Бухареста, 39 км на захід від Галаца.

## Населення
За даними перепису населення 2002 року у селі проживала 1101 особа, з них 1100 осіб (99,9%) румунів. Усі жителі села рідною мовою назвали румунську.